# Celine Song
Celine Song (Seul, 19 settembre 1988) è una regista, sceneggiatrice e drammaturga sudcoreana naturalizzata canadese, residente negli Stati Uniti.
Ha debuttato alla regia con Past Lives, presentato al Sundance Film Festival 2023.

## Biografia
Song nasce in Corea del Sud e all'età di dodici anni si trasferisce coi genitori, entrambi artisti, in Canada. Suo padre è il regista Song Neung-han. Song si laurea dapprima in psicologia presso la Queen's University di Kingston (Ontario) e nel 2014 consegue quella in drammaturgia presso la Columbia University di New York.
La sua opera teatrale Endlings ha debuttato nel 2019 all'American Repertory Theater. La rappresentazione off-Broadway dello spettacolo è stata inaugurata nel marzo 2020 al New York Theatre Workshop, ma è stata interrotta a causa della pandemia di COVID-19. Lo spettacolo racconta la storia di tre donne anziane coreane e di uno scrittore coreano-canadese che vive a New York.
Nel novembre 2020 Song ha diretto una produzione dal vivo de Il gabbiano di Anton Čechov utilizzando The Sims 4 su Twitch per il New York Theatre Workshop, chiamata The Seagull on The Sims 4. Il suo primo lavoro come sceneggiatrice televisiva è stato per la prima stagione de La Ruota del Tempo di Amazon.
Song ha scritto la sceneggiatura di Past Lives, il suo debutto alla regia, su due amici d'infanzia che si ritrovano da adulti (interpretati da Greta Lee e Teo Yoo), Il film è stato prodotto da A24 ed è stato presentato in anteprima al Sundance Film Festival il 21 gennaio 2023, ottenendo un notevole successo di pubblico e di critica.
Nel 2025 esce la commedia romantica Material Love, con Pedro Pascal, Chris Evans e Dakota Johnson.

## Vita privata
Song risiede a New York con suo marito, lo scrittore Justin Kuritzkes, conosciuto durante una residenza artistica organizzata dalla Edward F. Albee Foundation. Song commenta che lui è sempre il primo a leggere le sue sceneggiature.

## Filmografia

### Regista e sceneggiatrice
- Past Lives (2023)
- Material Love (Materialists) (2025)

## Riconoscimenti
- Premio Oscar
  - 2024 - Candidatura alla miglior sceneggiatura originale per Past Lives

- Golden Globe
  - 2024 - Candidatura alla miglior regista per Past Lives
  - 2024 - Candidatura alla miglior sceneggiatura per Past Lives

- Critics' Choice Awards
  - 2024 - Candidatura alla miglior sceneggiatura originale per Past Lives

- Gotham Independent Film Awards
  - 2023 - Candidatura al miglior film per Past Lives
  - 2023 - Candidatura al miglior regista esordiente per Past Lives